# Науміха
Наумі́ха (рос. Наумиха) — присілок у складі Верховазького району Вологодської області, Росія. Адміністративний центр Нижньо-Вазького сільського поселення.

## Населення
Населення — 266 осіб (2010; 251 у 2002).
Національний склад (станом на 2002 рік):
- росіяни — 99 %